# NGC 5653
NGC 5653 é uma galáxia espiral (Sb) localizada na direcção da constelação de Boötes. Possui uma declinação de +31° 12' 55" e uma ascensão recta de 14 horas, 30 minutos e 10,3 segundos.
A galáxia NGC 5653 foi descoberta em 13 de Março de 1785 por William Herschel.